# Copa do Paraguai de Futebol de 2021
A Copa do Paraguai de 2021, oficialmente conhecida como Copa Paraguay 2021, foi a terceira edição da Copa do Paraguai, a copa doméstica do futebol paraguaio organizada pela Associação Paraguaia de Futebol (APF). A competição terá participação de clubes da primeira (División de Honor), segunda (División Intermedia), terceira (Primera División B) e quarta (Primera División C) divisão do futebol do Paraguai, além de clubes oriundos da Unión del Fútbol del Interior (UFI). Todos os jogos acontecem no sistema mata-mata em jogos só de ida e o campeão garantirá uma vaga direta na Copa Sul-Americana de 2022.
 O campeão também jogará a Supercopa do Paraguai contra o campeão paraguaio com a melhor pontuação (entre o campeão do Apertura e o do Clausura).

## Regulamento
A competição tem um regulamento simples: todas as fases ocorreram no sistema "mata-mata"; os times se enfrentarão em jogos únicos, quem ganhar avançará de fase, e no caso de empate, a decisão da vaga irá para os pênaltis. O campeão terá uma vaga garantida na Copa Sul-Americana de 2022, caso o campeão já tenha vaga na Taça Libertadores da 2022 a vaga é dada ao vice-campeão e assim em diante.

## Participantes
64 clubes participarão desta edição da Copa do Paraguai (Copa Paraguay): 10 clubes da "Primera División", 18 da "División Intermedia", 11 da "Primera B", 8 da "Primera C", respectivamente, primeira, segunda, terceira e quarta divisão do Campeonato Paraguaio de Futebol, e 17 clubes oriundos de cada departamento do Paraguai como representantes da Unión del Fútbol del Interior (UFI).

### Primera División
| - 12 de Octubre (Itauguá) |
| - Cerro Porteño           |
| - Guaireña FC             |
| - Guaraní                 |
| - Libertad                |
| - Nacional                |
| - Olimpia                 |
| - River Plate             |
| - Sol de América          |
| - Sportivo Luqueño        |

### División Intermedia
| - Atlético 3 de Febrero (Ciudad del Este)   |
| - Atyrá FC                                  |
| - Deportivo Capiatá                         |
| - Deportivo Santaní                         |
| - Fernando de la Mora                       |
| - Fulgencio Yegros (Ñemby)                  |
| - General Caballero (Juan León Mallorquín)  |
| - General Díaz                              |
| - Guaraní (Trindad)                         |
| - Independiente (Campo Grande)              |
| - Resistencia SC                            |
| - Rubio Ñu                                  |
| - San Lorenzo                               |
| - Sportivo 2 de Mayo (Pedro Juan Caballero) |
| - Sportivo Ameliano                         |
| - Sportivo Iteño                            |
| - Sportivo Trinidense                       |
| - Tacuary FBC                               |

### Primera División B
| - 3 de Febrero FBC (Ricardo Brugada)        |
| - 12 de Octubre (Santo Domingo)             |
| - 24 de Setiembre (Valle Pucu)              |
| - 29 de Setiembre                           |
| - Tembetary                                 |
| - Cristóbal Colón (Ñemby)                   |
| - Cristóbal Colón (Julián Augusto Saldívar) |
| - Deportivo Recoleta                        |
| - Olimpia de Itá                            |
| - Presidente Hayes                          |
| - Sportivo Limpeño                          |

### Primera División C
| - Atlético Juventud                |
| - Benjamín Aceval (Villa Hayes)    |
| - Deportivo Pinozá                 |
| - General Caballero (Campo Grande) |
| - Humaitá FBC Mariano Roque Alonso |
| - Oriental FBC                     |
| - Silvio Pettirossi                |
| - Sport Colonial                   |

### Unión del Fútbol del Interior
| - 1º de Marzo (Pilar) – Vice-campeão da liga departamental de Ñeembucú                     |
| - 5 de Octubre (Itacurubí) – Campeão da liga departamental de Cordillera                   |
| - 12 de Octubre (Villa del Rosario) – Campeão da liga departamental de San Pedro           |
| - 22 de Setiembre (Encarnación) – Campeão da liga departamental de Itapúa                  |
| - 24 de Junio (San Juan Bautista) – Campeão da liga departamental de Misiones              |
| - Club Atlético Trebol (Loma Plata) – Campeão da liga departamental de Boquerón            |
| - Coronel Martínez (Yuty) – Campeão da liga departamental de Caazapá                       |
| - Deportivo La Colmena (La Colmena) – Campeão da liga departamental de Paraguarí           |
| - Deportivo Primavera (Juan León Mallorquí) – Campeão da liga departamental de Alto Paraná |
| - Independiente (Nanawa) – Vice-campeão da liga departamental de Presidente Hayes          |
| - Karaí Chivé Paso Yobai (Paso Yobái) – Campeão da liga departamental de Guairá            |
| - Mariscal Estigarribia (Pedro Juan Caballero) – Campeão da liga departamental de Amambay  |
| - Sport Pacobá (Yasy Cañy) – Campeão da liga departamental de Canindeyú                    |
| - Teniente Adolfo Rojas (Loreto) – Campeão da liga departamental de Concepción             |
| - Ytororó (San Antonio) – Campeão da liga departamental de Central                         |
| - A definir – Campeão da liga departamental de Alto Paraguay                               |
| - A definir – Campeão da liga departamental de Caaguazú                                    |

## Fases iniciais

### Primeira fase
O sorteio para a primeira fase foi realizado em 9 de março de 2020 e as partidas foram marcadas originalmente para serem disputadas a partir de 14 de abril de 2020. Após vários adiamentos da rodada inaugural, em 15 de julho de 2021, a APF confirmou que os jogos seriam disputados de 27 de julho a 26 de agosto de 2021.
| Chave | Equipe 1                    | Placar      | Equipe 2                        |
| ----- | --------------------------- | ----------- | ------------------------------- |
| E01   | Benjamín Aceval (VH) (4)    | 0–2         | Cerro Porteño (1)               |
| E02   | Deportivo Recoleta (3)      | 1–2         | General Caballero (JLM) (2)     |
| E03   | 12 de Octubre (SD) (2)      | 1–2         | Rubio Ñu (2)                    |
| E04   | 3 de Febrero FBC (RB) (3)   | 0–6         | Sol de América (1)              |
| E05   | 24 de Junio (SJB)           | 0–1         | Sportivo 2 de Mayo (PJC) (2)    |
| E06   | 22 de Setiembre (I)         | 2–1         | Atyrá FC (2)                    |
| E07   | 5 de Octubre (I)            | 1–0         | General Díaz (2)                |
| E08   | Teniente Adolfo Rojas (L)   | 0–5         | Deportivo Santaní (2)           |
| E09   | Karaí Chivé Paso Yobai      | 1–1 (4–2 p) | 12 de Octubre (VdR) (4)         |
| E10   | Coronel Martínez (Y)        | 0–2         | River Plate (1)                 |
| E11   | Sportivo Limpeño (3)        | 0–0 (3–4 p) | Tembetary (3)                   |
| E12   | Presidente Hayes (3)        | 1–1 (3–1 p) | Fulgencio Yegros (Ñ) (2)        |
| E13   | 1º de Marzo (P)             | 0–0 (3–0 p) | Nacional (1)                    |
| E14   | Sport Pacobá (C)            | 0–0 (2–3 p) | Tacuary FBC (2)                 |
| E15   | Deportivo La Colmena (LC)   | 0–4         | Sportivo Iteño (2)              |
| E16   | Mariscal Estigarribia (PJC) | 5–1         | San Lorenzo (2)                 |
| E17   | Deportivo Primavera (JLM)   | 0–6         | Olimpia (1)                     |
| E18   | Cristóbal Colón (JAS) (3)   | 4–0         | Deportivo Pinozá (4)            |
| E19   | Silvio Pettirossi (4)       | 0–3         | Resistencia SC (2)              |
| E20   | Cristóbal Colón (Ñ) (3)     | 1–1 (4–2 p) | Guaraní (1)                     |
| E21   | Sport Colonial (4)          | 1–2         | Sportivo Ameliano (2)           |
| E22   | Humaitá FBC (MRA) (4)       | 1–1 (5–6 p) | Independiente (CG) (2)          |
| E23   | 24 de Setiembre (VP) (3)    | 0–3         | Guaireña FC (1)                 |
| E24   | Oriental FBC (4)            | 1–1 (4–3 p) | Deportivo Capiatá (2)           |
| E25   | Atlético Juventud (4)       | 2–0         | Sportivo Trinidense (2)         |
| E26   | 29 de Setiembre (3)         | 0–6         | Libertad (1)                    |
| E27   | Olimpia de Itá (3)          | 0–0 (6–7 p) | Guaraní (T) (2)                 |
| E28   | Sport Sastreño              | 1–0         | General Caballero (CG) (4)      |
| E29   | Ytororó (SA)                | 0–3         | Sportivo Luqueño (1)            |
| E30   | Club Atlético Trebol (LP)   | 0–17        | Fernando de la Mora (2)         |
| E31   | Independiente (N)           | 0–2         | Atlético 3 de Febrero (CdE) (2) |
| E32   | Atlético Mil Palos          | 1–6         | 12 de Octubre (I) (1)           |

### Segunda fase
O calendário de jogos da segunda fase (fase de 16 avos de final) foi publicado pela Direção de Competições da Associação Paraguaia de Futebol em 28 de agosto de 2021. As partidas começaram em 1 de setembro de 2021 e terão sua rodada final em 23 de setembro de 2021.
| Chave | Equipe 1                     | Placar      | Equipe 2                    |
| ----- | ---------------------------- | ----------- | --------------------------- |
| 01    | Cerro Porteño (1)            | 1–1 (4–1 p) | General Caballero (JLM) (2) |
| 02    | Rubio Ñu (2)                 | 3–4         | Sol de América (1)          |
| 03    | Sportivo 2 de Mayo (PJC) (2) | 3–0         | 22 de Setiembre (E)         |
| 04    | 5 de Octubre de Santa Helena | 0–3         | Deportivo Santaní (2)       |
| 05    | Karaí Chivé de Paso Yobai    | 2–4         | River Plate (1)             |
| 06    | Tembetary (3)                | 2–1         | Presidente Hayes (3)        |
| 07    | 1º de Marzo (P)              | 1–4         | Tacuary FBC (2)             |
| 08    | Sportivo Iteño (2)           | 1–1 (4–3 p) | Mariscal Estigarribia (PJC) |
| 09    | Cristóbal Colón (JAS) (3)    | 2–3         | Olimpia (1)                 |
| 10    | Resistencia SC (2)           | 8–4         | Cristóbal Colón (Ñ) (3)     |
| 11    | Sportivo Ameliano (2)        | 2–1         | Independiente (CG) (2)      |
| 12    | Guaireña FC (1)              | 2–1         | Oriental FBC (4)            |
| 13    | Atlético Juventud (4)        | 0–2         | Libertad (1)                |
| 14    | Guaraní (T) (2)              | 3–0         | Sport Sastreño              |
| 15    | Fernando de la Mora (2)      | 2–3         | Sportivo Luqueño (1)        |
| 16    | 3 de Febrero (CdE) (2)       | 0–1         | 12 de Octubre (I) (1)       |

## Fases finais

### Oitavas de final
| Chave | Equipe 1                     | Placar      | Equipe 2              |
| ----- | ---------------------------- | ----------- | --------------------- |
| C1    | Cerro Porteño (1)            | 0–2         | Sol de América (1)    |
| C2    | Sportivo 2 de Mayo (PJC) (2) | 1–1 (4–5 p) | Deportivo Santaní (2) |
| C3    | River Plate (1)              | 0–1         | Tembetary (3)         |
| C4    | Tacuary FBC (2)              | 0–0 (4–3 p) | Sportivo Iteño (2)    |
| C5    | Olimpia (1)                  | 2–1         | Resistencia SC (2)    |
| C6    | Sportivo Ameliano (2)        | 0–0 (4–5 p) | Guaireña FC (1)       |
| C7    | Libertad (1)                 | 5–0         | Guaraní (T) (2)       |
| C8    | Sportivo Luqueño (1)         | 1–1 (4–3 p) | 12 de Octubre (I) (1) |

### Quartas de final
| Chave | Equipe 1           | Placar      | Equipe 2              |
| ----- | ------------------ | ----------- | --------------------- |
| S1    | Sol de América (1) | 1–0         | Deportivo Santaní (2) |
| S2    | Tembetary (3)      | 1–1 (4–2 p) | Tacuary FBC (2)       |
| S3    | Olimpia (1)        | 2–0         | Guaireña FC (1)       |
| S4    | Libertad (1)       | 2–0         | Sportivo Luqueño (1)  |

### Semifinal
| Chave | Equipe 1           | Placar      | Equipe 2      |
| ----- | ------------------ | ----------- | ------------- |
| F1    | Sol de América (1) | 0–0 (5–4 p) | Tembetary (3) |
| F2    | Olimpia (1)        | 1–1 (5–4 p) | Libertad (1)  |

### Disputa pelo terceiro lugar
| Chave | Equipe 1      | Placar | Equipe 2     |
| ----- | ------------- | ------ | ------------ |
|       | Tembetary (3) | 0–2    | Libertad (1) |

### Final
| Chave | Equipe 1           | Placar      | Equipe 2    |
| ----- | ------------------ | ----------- | ----------- |
|       | Sol de América (1) | 2–2 (1–3 p) | Olimpia (1) |

## Premiação
| Copa do Paraguai de 2021    |
| --------------------------- |
| Olimpia Campeão (1º título) |

## Estatísticas

### Artilharia
| Gols | Jogador | Clube |
| ---- | ------- | ----- |